# HAROPA Port
HAROPA Port (acronyme composé des premières lettres du Havre, de Rouen et de Paris), anciennement appelé HAROPA, est le port fluvio-maritime de l'axe Seine. C'est un établissement public de l'Etat créé le 1er juin 2021 et placé sous la tutelle de la direction générale des infrastructures, des transports et des mobilités au ministère de la Transition écologique et de la Cohésion des territoires.
Ce port a une vocation énergétique forte (accueil de l'usine de construction de pales et de nacelles d'éoliennes en mer au Havre). Il investit massivement pour électrifier ses quais pour que les navires en escale puissent se brancher (les quais des terminaux croisières sont en cours de travaux).
HAROPA Port accueille également d'importants projets industriels sur son territoire.

## Histoire
En 2009 est créé le conseil de coordination interportuaire regroupant les grands ports maritimes du Havre et de Rouen et le port autonome de Paris.
En 2012 est créé le groupement d'intérêt économique HAROPA, mais ce n'est qu'en 2018 que le Premier ministre, Édouard Philippe, annonce sa volonté de fusionner les ports du Havre, de Rouen et de Paris.
Depuis 2021, le port fluvio-maritime de l’axe Seine réunit les ports du Havre, de Rouen et de Paris au sein de l'établissement.

## Composition
HAROPA PORT est composé d'un siège basé au Havre et de trois directions territoriales : 
- Paris (anciennement les ports de Paris) qui se compose de quatre agences portuaires, Gennevilliers, Paris Seine, Seine aval et Seine amont. La direction territoriale de Paris compte six plateformes multimodales, 70 ports urbains en Île-de-France et 34 escales fluviales.
- Rouen (anciennement le grand port maritime de Rouen), de Honfleur à Rouen. Il traite divers types de trafics, notamment le vrac et du conventionnel. Le port compte six terminaux portuaires, deux terminaux croisières maritimes (Honfleur et Rouen), et six silos à céréales.
- Le Havre (anciennement le grand port maritime du Havre), destiné au trafic de conteneurs, notamment grâce à Port 2000 (port en eau profonde sans contrainte de marée). Le port compte six terminaux portuaires, un terminal multimodal, un terminal roulier, un terminal croisière maritime, un terminal croisière fluviale, un port pétrolier (Le Havre - Antifer) et huit parcs logistiques.

## Gouvernance multipartite
- Un conseil de surveillance, composé de 17 membres, il est chargé de définir les orientations stratégiques de l'établissement.
- Un directoire, composé de six membres, il pilote la gestion quotidienne de l'établissement.
- Des conseils de développement territoriaux, chaque conseil est composé de 30 membres répartis en quatre collèges qui travaillent en collaboration avec les directeurs généraux délégués des directions territoriales.
- Un conseil d'orientation, chargé de garantir la cohérence des actions de l'établissement sur l'ensemble de l'axe Seine.